# Amdy Faye
Amdy Moustapha Faye (Dakar, 12 de março de 1977) é um ex- futebolista senegalês que atuava como zagueiro, sendo seu ultimo clube o Leeds United.
Faye construi toda sua carreira na França e Inglaterra, tendo destaque para suas passagens pelo Auxerre e Newcastle. Aposentou-se em 2011, após uma serie de lesões que o deixou seis meses afastados em 2011.

## Seleção nacional
Faye esteve no plantel da Copa do Mundo de 2002, (jogando duas partidas) na surpreendente campanha de Senegal até as quartas de finais, além da Copa Africana de Nações de 2002 e 2006.